# Friedrich Hoffmann
Friedrich Hoffmann (Halle, 19 de febrer de 1660 - Halle, 12 de novembre, 1742) a Brandenburg, era un metge i químic.
Nascut en Halle, va estudiar i va escriure sobre temes com la pediatria, l'aigua mineral, i la meteorologia; va introduir molts medicaments en la pràctica (per exemple, l'esperit compost d'èter, i les gotes de Hoffmann, o l'esperit d'èter). Va ser un dels primers a descriure diverses malalties, com l'apendicitis. Va reconèixer el paper regulador del sistema nerviós. Va fer classes en Trobi, Saxònia des de 1693. El seu enfocament de la fisiologia va ser mecanicista en veure la malaltia com una alteració del to del cos. Va escriure un llibre sobre bruixeria De Potentia Diaboli in corpore, en col·laboració amb un dels seus estudiants, Gottfried Buching.

## Obres
Dissertacions
- De cinnabari antimonii. 1671

Operum omnium physico-medicorum

- De morbo convulsivo a spectro viso. 1672
- De generatione falium. 1693
- De infusisi veronicae efficacia praeferenda Thee. 1694
- De saliva et eius morbis. 1694
- Nova febrium intermittentium hypothesis ex ipsis principiis mechanicis deducta. 1694
- De medicamentis specificis eorumque agendi modo. 1694
- De chinae chinae modo operandi, usu et abusu. 1694
- De caloris lucis et flammae natura stque effectibus in res creatas.
- Medicinae mechanicae idea universalis.
- De nitro, ejus natura et usu in medicina.
- De corporibus illorumque principiis et affectionibus. 1695
- De corporum motu ejusque causis. 1695
- De corporum motionibus ex gravitate ortis. 1695
- De prudenti medicamentorum applicatione in tempore. 1695
- Metallurgia morbfera. 1695
- Malignitatis natura et origo in morbis acutis. 1695
- De somnambulatione. 1695
- Febris quartanae tota ac felix curatio. 1696
- Necessaria salivae inspectione ad conservandam et restaurandam sanitatem[Enllaç no actiu] 1698

Obres disponibles en línia
- Friderici Hoffmanni Clavis pharmaceutica Schröderiana, seu Animadversiones cum Annotationibus in Pharmacopoeiam Schröderianam : Baconianis, Cartesianis, & Helmontianis Principiis illustratae & Johannis Michaelis p.m. & aliorum celeberrimorum Medicorum Arcanis concinnatae. (llatí), Halle, Mylius, 1675, 802 pàgines
- Friderici Hoffmanni Thesaurus pharmaceuticus Medicorum nostri Seculi principum, Halle, Mylius, 1675, 140 pàgines
- Dissertatio Physico-Chymica experimentalis de Generatione Salium (llatí). Halae Magdeburgicae, 1693, 32 pàgines.[2]
- Demonstrationes Physicae Curiosae (llatí). Halae Magdeburgicae, Ed. Ch. A. Zeitler, 1700, 56 pàgines.[2]
- Friderici Hoffmanni Medicina consultatoria: worinnen unterschiedliche über einige schwere casus ausgearbeitete consilia, auch responsa facultatis medicae enthalten und in fünff Decurien eingetheilet, dem publico zum besten herausgegeben (alemany) - Halle, Renger, 1721, 12 volums
- Gründlicher Bericht von dem Selter-Brunnen: dessen Gehalt, Würckung und Krafft, auch wie derselbe sowohl allein, als mit Milch vermischt, bey verschiedenen Kranckheiten mit Nutzen zu gebrauchen (alemany), Halle, J. Ch. Hilliger, 1727, 38 pàgines